# Рођо (Савона)
Рођо је насеље у Италији у округу Савона, региону Лигурија.
Према процени из 2011. у насељу је живело 10 становника. Насеље се налази на надморској висини од 254 м.